# 谢尔盖·利索夫斯基
谢尔盖·费奥多罗维奇·利索夫斯基（羅馬化：Sergey Fyodorovich Lisovskiy；1960年4月25日—）是俄罗斯政治家，2004年至2020年任俄罗斯联邦委员会议员、库尔干地区杜马代表。他是RBC电视节目主持人。他过去也是一位企业家。他曾于2000年成为语言学副博士学位。他是统一俄罗斯党总委员会委员。它是俄罗斯社会和政治广告的先驱之一，也是公认的当代选举技术专家。
利索夫斯基于2022年因俄乌战争而受到英国政府制裁。